# Paul Weitz (Filmregisseur)

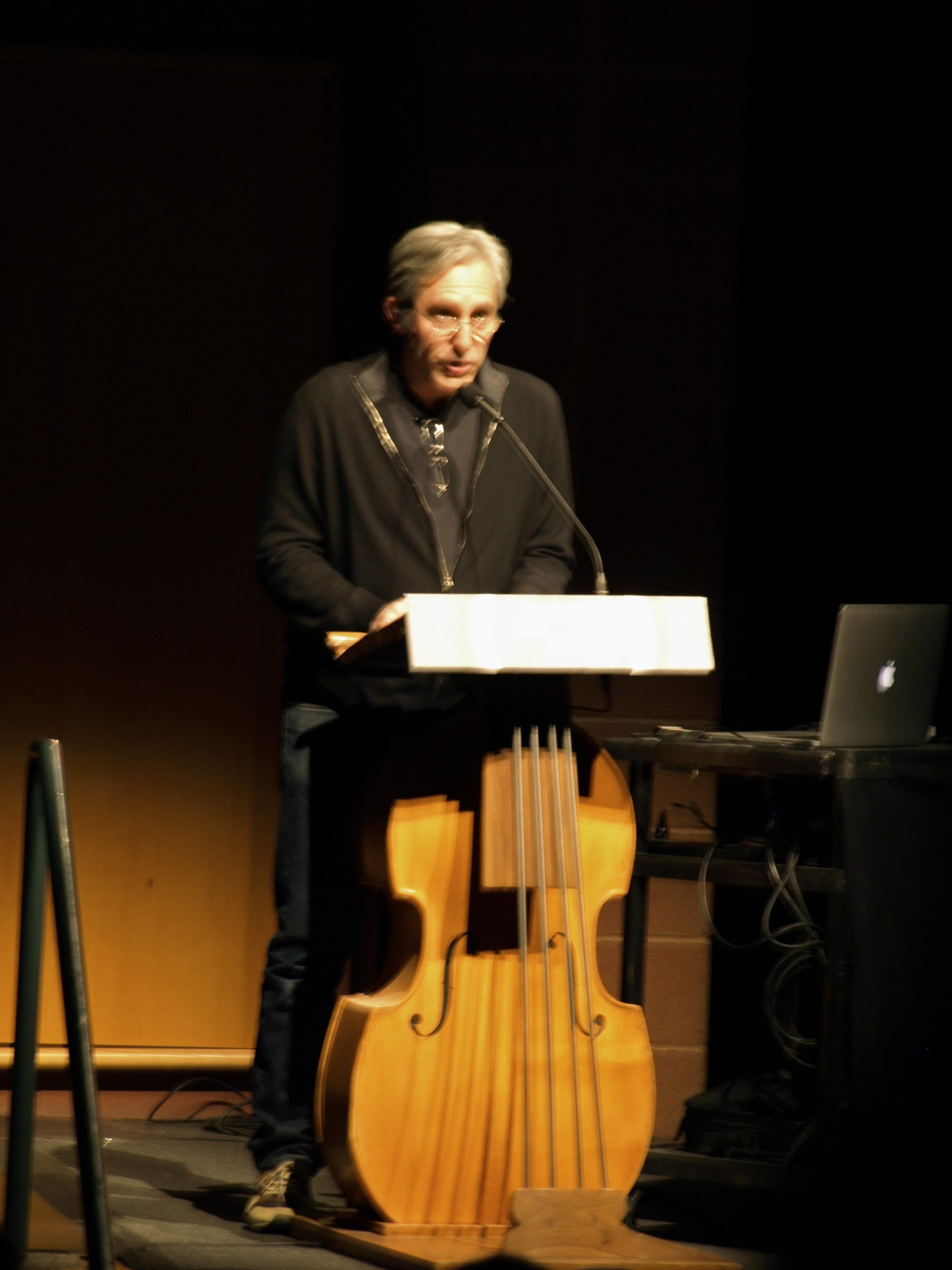
Paul Weitz (2015)

Paul John Weitz (* 19. November 1965 in New York City) ist ein US-amerikanischer Drehbuchautor, Regisseur und Filmproduzent. Er ist der ältere Bruder von Chris Weitz.

## Leben
Paul Weitz wurde 1965 in New York geboren. Bei seiner späteren Berufswahl folgte er dem Vorbild seiner Großeltern mütterlicherseits, die beide in der Filmbranche tätig waren: Die aus Mexiko stammende Großmutter Lupita Tovar als Filmschauspielerin und der aus dem damals österreichisch-ungarischen Teplitz-Schönau stammende Großvater Paul Kohner als Filmproduzent, Drehbuchautor und Agent solcher Regiegrößen wie John Huston, Billy Wilder und Ingmar Bergman. Auch Paul Weitz’ Mutter Susan Kohner ist Filmschauspielerin. Sein Vater John Weitz war ein erfolgreicher Modedesigner und Autor.
Mit Antz wurde 1998 der erste Kinofilm veröffentlicht, der auf einem Drehbuch von Weitz basiert. Im Jahr darauf gab er mit American Pie – Wie ein heißer Apfelkuchen sein Regiedebüt. Es folgten rund ein Dutzend weiterer Film- und Fernsehproduktionen, bei denen er Regie führte. Mit Off Centre und Mozart in the Jungle realisierte er zwei Fernsehserien. Gelegentlich tritt er auch als Schauspieler in Erscheinung.

## Filmografie (Auswahl)

### Als Drehbuchautor
- 1998: Antz
- 2000: Familie Klumps und der verrückte Professor (Nutty Professor II: The Klumps)
- 2001–2002: Off Centre (Fernsehserie, Schöpfer)
- 2002: About a Boy oder: Der Tag der toten Ente (About a Boy)
- 2004: Reine Chefsache (In Good Company)
- 2006: American Dreamz – Alles nur Show (American Dreamz)
- 2009: Mitternachtszirkus – Willkommen in der Welt der Vampire (Cirque du Freak: The Vampire’s Assistant)
- 2012: Being Flynn
- 2014–2018: Mozart in the Jungle (Fernsehserie, Schöpfer, Drehbuch von 10 Episoden)
- 2015: Grandma
- 2018: Die Geiselnahme (Bel Canto)
- 2021: Fatherhood
- 2022: Moving On

### Als Regisseur
- 1999: American Pie – Wie ein heißer Apfelkuchen (American Pie)
- 2001: Einmal Himmel und zurück (Down to Earth) – Co-Regie mit Chris Weitz
- 2002: About a Boy oder: Der Tag der toten Ente (About a Boy) – Co-Regie mit Chris Weitz
- 2004: Reine Chefsache (In Good Company)
- 2006: American Dreamz – Alles nur Show (American Dreamz)
- 2009: Mitternachtszirkus – Willkommen in der Welt der Vampire (Cirque du Freak: The Vampire’s Assistant)
- 2010: Meine Frau, unsere Kinder und ich (Little Fockers)
- 2012: Being Flynn
- 2013: Zugelassen – Gib der Liebe eine Chance (Admission)
- 2014–2018: Mozart in the Jungle (Fernsehserie, 12 Episoden)
- 2015: Grandma
- 2018: Die Geiselnahme (Bel Canto)
- 2021: Fatherhood
- 2022: Moving On

### Als Produzent
- 2004: Reine Chefsache (In Good Company)
- 2006: American Dreamz – Alles nur Show (American Dreamz)
- 2006: Bickford Shmeckler’s Cool Ideas
- 2008: Nick und Norah – Soundtrack einer Nacht (Nick and Norah’s Infinite Playlist)
- 2009: Mitternachtszirkus – Willkommen in der Welt der Vampire (Cirque du Freak: The Vampire’s Assistant)
- 2012: Being Flynn
- 2013: Zugelassen – Gib der Liebe eine Chance (Admission)
- 2015: Grandma
- 2016: Good Kids – Apfelkuchen war gestern (Good Kids)
- 2017: Career Day mit Hindernissen (A Happening of Monumental Proportions)
- 2018: Die Geiselnahme (Bel Canto)
- 2022: Crush
- 2022: Moving On
- 2023: Und dann kam Dad (About My Father)